# Эрзяне

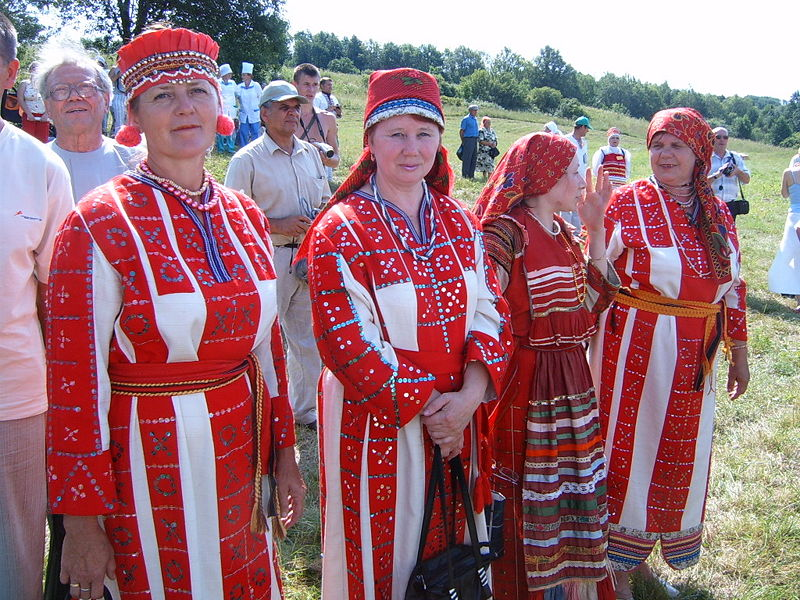
Эрзянки Пензенской области на празднике «Раськень Озкс»

Эрзя́не, э́рзя (эрз. эрзят) — этническая группа (субэтнос) мордвы или народ, говорящий на эрзянском языке, одном из двух мордовских языков волжско-финской подгруппы финно-угорской ветви уральской языковой семьи; иногда выделяется как отдельный мордовский народ наряду с мокшанами. Эрзя проживают в основном на востоке Мордовии, в бассейне рек Мокша и Сура, а также Волги и Белой.

## Этноним
Эрзя — самоназвание (эндоэтноним) народа: большинство других народов так его и называют, за исключением русских, которые до конца 1-й четверти XX века звали эрзян «мордвой».
Возможно, самоназвание эрзян стало основой для названия страны Арсания, упоминаемой в трудах арабских географов X века, точная идентификация и местоположение которой до сих пор неизвестны.

### Первое упоминание
Первое упоминание этнонима, который может быть отождествлен с эрзянами, содержится в письме хазарского кагана Иосифа (середина X века):
Ты ещё настойчиво спрашивал меня касательно моей страны и каково протяжение моего владения. Я тебе сообщаю, что я живу у реки по имени Итиль, в конце реки Г-р-гана. Начало (этой) реки обращено к востоку на протяжении 4 месяцев пути. У (этой) реки расположены многочисленные народы в селах и городах, некоторые в открытых местностях, а другие в укреплённых (стенами) городах. Вот их имена: бур-т-с, бул-г-р, с-вар, арису, ц-р-мис, в-н-н-тит, с-в-р, с-л-виюн.
Некоторые современные исследователи считают такое отождествление ошибочным, так как синхронные источники (аль-Бируни, аль-Марвази, аль-Гарнати), при перечислении народов Хазарии, упоминают не арису, а аров (южных удмуртов) и ису (некий народ в верховьях Камы).
Второе упоминанием этнонима, который может быть отождествлен с эрзянами, содержится в работе «Сборник летописей» Рашида ад-Дина (начало XIV века):
... И он (Менгу-каан) пробыл там то лето, а после того, в такику-иле, то есть в год курицы, соответствующий 634 г.х. сыновья Джучи — ату, Орда и Берке, сын Угетай — каана — Кадан, внук Чагатая — Бури и сын Чингиз-хана — Кулькан занялись войною с мокшей, буртасами и арджанами и в короткое время завладели ими. Осенью упомянутого года все находившиеся там царевичи сообща устроили курилтай и, по общему соглашению, пошли войной на русских.

### Этимология
По мнению В. В. Напольских, происхождение слова «эрзя» также остается неясным, но наиболее приемлемо предположение о его заимствовании из иранских языков (ср. др.-перс. aršan «самец, муж; бык, вепрь; герой, богатырь»). В более поздней работе Напольских заключил, что теория о происхождении эрзянского этнонима eŕźa от иранского *arsan «самец» упирается в непреодолимые фонетические трудности, и предложил выводить его из позднего аланского (осетинского) ærzæ «несметное множество», в свою очередь происходящего от формы *azǝra «тысяча», которую он производит от иранского слова *hazahra- «тысяча».
В. И. Вершинин предполагает возможную связь с прафинноугорским корнем *irkä (*ürkä) со значением «мужчина; сын» (ср. мар. эрге «парень»). Ср. также в тюркских и монгольских языках: тат. ир («муж; мужчина»), монг. эр («мужчина; герой»). Кроме того, у него есть основания полагать, что «эрзя» — гораздо более древний этноним, чем «мокша», или «шокша», который мог быть общим самоназванием для мордовских племён.

## Этногеномика
Современные популяции эрзян имеют общих предков с теми популяциями, которые ныне расселены значительно западнее (русские Центральной и Южной России, белорусы, поляки, словаки), но также и популяциями востока Германии, к которым эрзяне генетически значительно ближе, чем к лингвистически и географически близким мокшанам, современные популяции которых генетически родственны исключительно популяциям коренных народов Средней Волги.
Исследование распределения антигенов групп крови у эрзян и мокшан Мордовии показали, что встречаемость некоторых эритроцитарных антигенов у мокшан и эрзян может иметь значительные отличия (до двух раз).

## Физическая антропология
Первым, кто писал об антропологических признаках мокши и эрзи, был немецкий учёный-энциклопедист, естествоиспытатель и путешественник на русской службе Пётр Симон Паллас (1773), согласно которому светло-русых и рыжеволосых людей у мокшан меньше, чем у эрзян, однако и последние по большей части имели тёмно-русые волосы. В 1912 году вышел курс лекций С. К. Кузнецова, который отмечает антропологические особенности мокшан и эрзян, где говорится, что мокшане имеют большее разнообразие антропологических типов. По сравнению с эрзянами, у которых больше преобладают светловолосые, сероглазые и со светлой кожей особи, у мокшан встречается преобладающее число людей с чёрными волосами и глазами, смуглым, желтоватым цветом кожи.
К. Ю. Марк выделяет субуральский и северопонтийский тип у мокшан, у эрзян — сурский тип, близкий западно-балтийскому. Антрополог Т. И. Алексеева утверждала, что в мокшанах, по сравнению с эрзянами, более заметно проявляются черты южных европеоидов, а эрзян она относит больше к кругу северных европеоидов. В. Е. Дерябин отметил у мокшан наличие восточно-европейской основы, модифицированной понтийским антропологическим компонентом в сочетании с незначительной уралоидностью.
Согласно изданию РАН (2000) под редакцией А. А. Зубова, эрзяне относятся к беломоро-балтийскому варианту европеоидной расы, который представлен, помимо эрзян, большинством прибалтийских финноязычных народов и частью коми-зырян. Мокшане относятся к уральской расе, в пределах которой мокшане отнесены к субуральскому подтипу. Антропологическое различие между эрзянами и мокшанами, являющимися в основе своей европеоидами и субэтносами одного из наиболее антропологически однородных народов, заключается, в частности, в том, что на беломоро-балтийскую основу мордвы в некоторой степени накладываются атлантический и северопонтийский типы. Первый тип представлен преимущественно у эрзян, второй — у мокшан, хотя и тот, и другой типы присутствуют у обеих категорий населения. Антропологически мокша сложились в результате смешения различных типов (беломорский, понтийский, восточно-балтийский) европеоидной расы. Эрзяне также частично относятся к нордической расе.

## Территория проживания

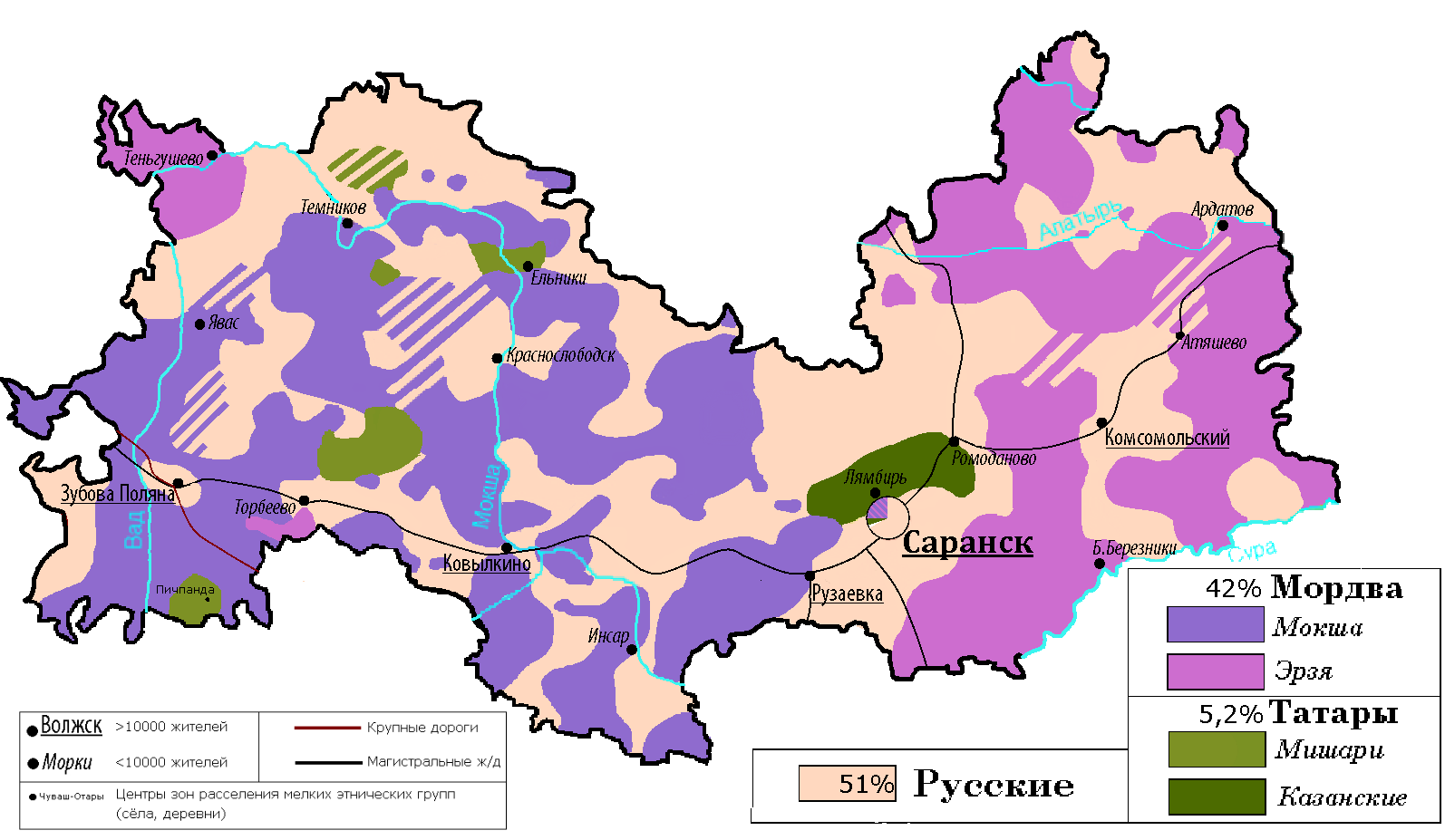
Этническая карта Мордовии

Значительная часть эрзянского населения проживает на древней этнической территории:
- восточная группа эрзян (все районы восточной части Республики Мордовия, Алатырский, Порецкий и Ибресинский[27] районы Чувашии);
- северная группа эрзян (Гагинский, Лукояновский, Сергачский, Шатковский, Пильнинский районы Нижегородской области, Большеигнатовский район Мордовии):
- группа эрзян северо-восточных районов Пензенской области (Городищенский, Никольский, Пензенский, Сосновоборский районы).

Группа эрзи, иногда называемая шокша, проживает на западе Мордовии в Теньгушевском (Баево, Березняк, Вяжга, Дудниково, Коляево, Кураево, Малая Шокша, Мельсетьево, Мокшанка, Нароватово, Сакаево, Стандрово, Шелубей, Широмасово, Шокша) и Торбеевском районах (Дракино, Кажлодка, Майский, Фёдоровка, Якстере Теште). Оторвавшись от общей массы эрзян в XVI—XVII вв., эта группа оказалась среди мокши и испытала определённое влияние с её стороны.
Два крупных ареала вне пределов современной Мордовии включают довольно большое количество эрзи и мокши, в прошлом переселенцев из разных районов коренной территории: Пензенско-Саратовский регион и Заволжье. Так, в Самарской области наибольший процент эрзянского населения наблюдается в Исаклинском (23,9 %), Шенталинском (20,9 %), Похвистневском (19,8 %) и Клявлинском (19,1 %) районах. В Кошкинском (6 %), где компактно проживают в 4 селениях — Новая Кармала, Степная Шентала, дер. Городок. В Костромской области значительное количество эрзи и мокши (около 20 %) проживают в пос. Мисково на реке Меза, переселившиеся в эти места из различных районов Мордовии в 1960-е годы при строительстве торфопредприятия.
В Оренбуржье много эрзян проживает в Бугурусланском (16,1 %), Северном (12,7 %), Пономарёвском (7,8 %) и Абдулинском (7,6 %) районах.
Основываясь на обработке неопубликованных архивных рабочих материалах переписи 1926 года В. И. Козлов в 1958 году произвёл оценку численности мокшан и эрзи на 1926 год:
| Районы расселениян           | Эрзя | Мокша |
| ---------------------------- | ---- | ----- |
| Пензенская губерния          | 104  | 274   |
| Нижегородская губерния       | 82   | 3     |
| Ульяновская губерния         | 178  | 1     |
| Чувашия                      | 24   | -     |
| Саратовская губерния         | 121  | 34    |
| Татарская АССР               | 24   | 12    |
| Самарская губерния           | 210  | 42    |
| Оренбургская губерния        | 11   | 12    |
| Башкирская АССР              | 40   | 10    |
| прочие районы                | 1    | 3     |
| Итого в Поволжье и Приуралье | 795  | 391   |
| в других районах СССР        | (77) | (77)  |
| Всего в СССР                 | 872  | 468   |

По оценке В. И. Козлова, общая численность эрзи в 1926 г. была почти в два раза больше численности мокши; по подсчётам автора, это превышение было более значительным за пределами коренного района расселения мордвы, так как в самом коренном районе численность мокши в 1926 г. лишь немногим уступала численности эрзи (237 и 297 тыс. чел.).
| Регион РФ                                | Численность |
| ---------------------------------------- | ----------- |
| Мордовия                                 | 43240       |
| Ульяновская область                      | 1311        |
| Пензенская область                       | 1178        |
| Чувашская Республика                     | 1136        |
| Нижегородская область                    | 663         |
| Самарская область                        | 428         |
| Татарстан                                | 357         |
| Алтайский край                           | 287         |
| Московская область                       | 274         |
| Москва                                   | 243         |
| Оренбургская область                     | 139         |
| Санкт-Петербург                          | 79          |
| Башкортостан                             | 71          |
| Ханты-Мансийский автономный округ — Югра | 55          |
| Свердловская область                     | 49          |
| Краснодарский край                       | 45          |
| Челябинская область                      | 40          |
| Ленинградская область                    | 38          |
| Саратовская область                      | 31          |
| другие регионы РФ                        | 404         |
| Всего в России                           | 50068       |

## Этногенез

### Возникновение эрзянского языка
Среди языковедов превалирует мнение, что более полутора тысяч лет назад существовал единый древнемордовский язык, который функционировал внутри единого общемордовского родоплеменного образования, а полторы тысячи лет назад произошло его разделение на мокшанский и эрзянский языки.

### Возникновение материальной культуры
На основании анализа археологических культур археологи высказывали различные мнения: либо, что существовала древняя общемордовская народность, которая в середине или конце I тысячелетия н. э. разделилась на мокшан и эрзян, либо высказывалось мнение о том, что мокшане и эрзяне были разделены изначально и общая мордовская культура никогда не существовала. Выдвигалась также и гипотеза о том, что основы культур эрзян и мокшан были заложены самостоятельно друг от друга, позднее в VI—VII стала формироваться общемордовская культура, которая в начале II тысячелетия стала вновь различаться на мокшанскую и эрзянскую. Последней по времени была высказана гипотеза о том, что в III—V веках существовала единая древнемордовская общность, которая начала разделяться на эрзю и мокшу не ранее VI—VII веков, а процесс разделения завершился к началу II тысячелетия н. э.

## История
Об эрзянах (арджанах), как и о мокшанах, сообщал иранский ученый Рашид ад-Дин (начало XIV века); ногайский князь Юсуф писал о «рзянах» в грамоте, отправленной им в Москву в 1549 году.
В раннем средневековье эрзя — народность, которая оказывала сопротивление хазарам, печенегам и половцам. Под давлением переселявшихся славян отступила на восток к современному Арзамасу.
В отличие от мокши, признавшей в 1237 году зависимость от Золотой Орды, эрзяне отступали на север в леса и оказывали монгольским войскам сопротивление. После переноса суздальской столицы в середине XIV века в Нижний Новгород эрзяне попали под власть Нижегородско-Суздальского великого княжества и некоторая часть их приняла христианство, а другая часть отступила дальше на восток, проникнув в XVII веке в Заволжье и Южное Приуралье, где столкнулась с ногайцами и калмыками. Создание Саратовско-Оренбургско-Челябинской линии крепостей сделало возможным дальнейшее продвижение эрзи на Урале. Многие эрзянские поселения на Урале появились после проникновения сюда русского населения.
Петер Симон Паллас в начале XIX века отмечал:

Народ в Шадине, и во многих к реке Мокше, также в верхних местах Суры, а особливо на лесистой стороне находящихся деревнях, суть иного поколения, нежели живущие при реке Пьяной и в Нижегородской губернии. Они и сами себя отличают от оных, и присваивают себе особливое имя Мокша, в множественном числе Мокшадь… напротив того, происшедших от другого колена называют они Ерзад или Ердзат; и они сами себя также именуют…

## Сословия в XIII—XVIII веках
При анализе различных источников исследователи выделяют у мокшан и эрзян (называемых в документах того времени мордва) ряд социальных групп: мордовские мурзы, мордовские князья, служилая мордва, полковые мурзы, ясачная мордва, тарханы, казаки из служилой мордвы, станичные мордовские мурзы, младшие мордовские мурзы, дворцовые крестьяне, помещичьи крестьяне, временнообязанные крестьяне, государственные крестьяне, ясачные крестьяне, удельные крестьяне. К мордовской аристократии относились правители раннегосударственных объединений мордовских народов эрзи и мокши, а также категория служилых феодалов, обладающих привилегиями — князья, мурзы, служилые люди, казаки.

## Национальные праздники

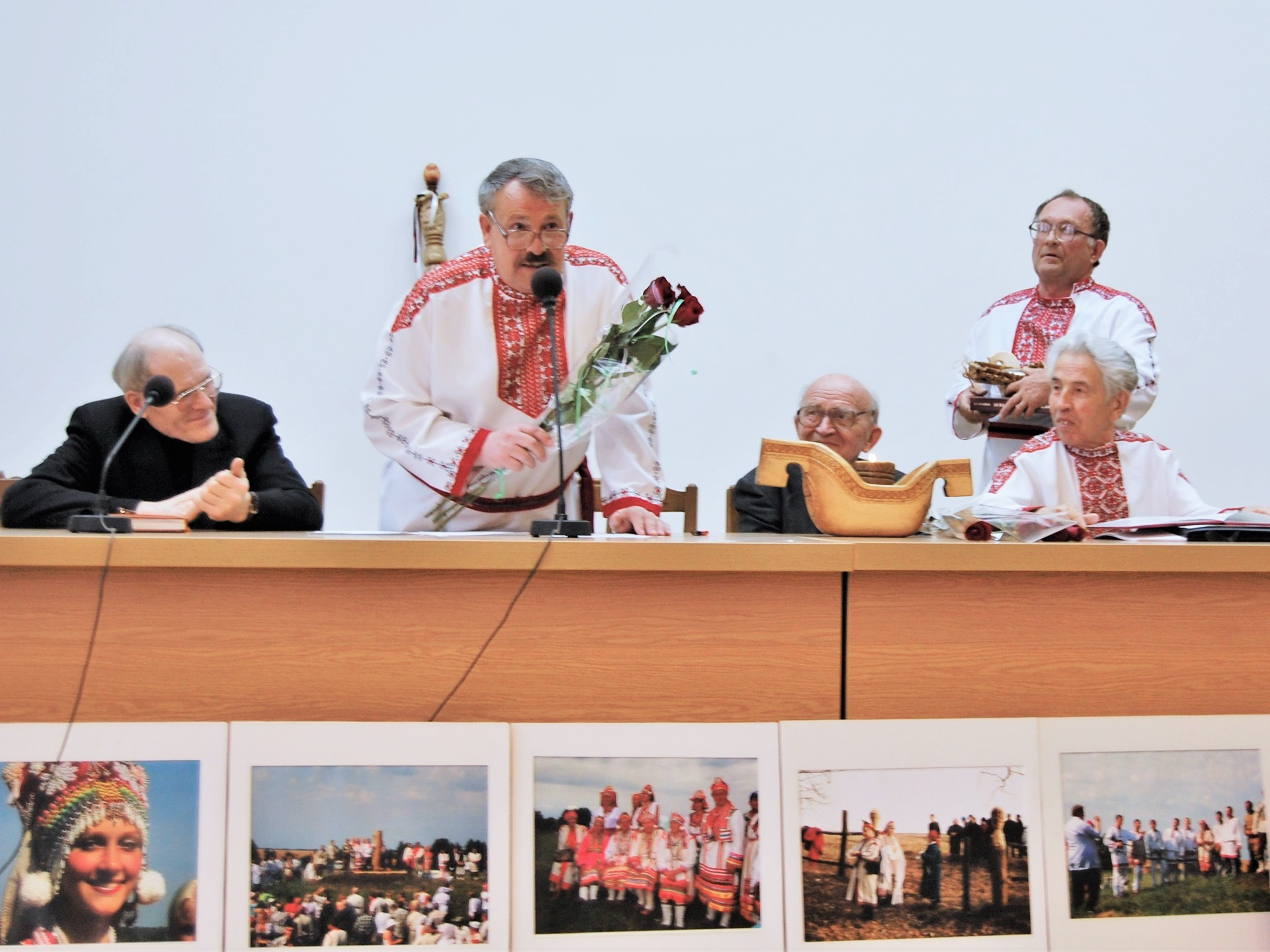
День эрзянского языка (эрз. Эрзянь Келень Чи), Саранск, 16 апреля 2008

Главный народный праздник эрзян — Раськень Озкс (рус. «народное моление»), которое проводится во вторую субботу июля, в селе Чукалы Большеигнатовского района Республики Мордовия, по решению атянь эзем (рус. «совет старейшин») 10 июля 2004 г., с периодичностью 3 года, последнее состоялось 13 июля 2019 года. Также есть ежегодное Велень Озкс (рус. «сельское моление»), предположительно в конце июля. Помимо этих двух праздников-молений, существует ещё множество красных дней календаря у эрзян, но их празднуют маленькие группы представителей этого народа, проживающие в сельских районах.
С 1993 года 16 апреля, в день рождения первого эрзянского профессора Анатолия Рябова празднуется День эрзянского языка (эрз. Эрзянь Келень Чи).

## Одежда

### История развития эрзянского народного костюма

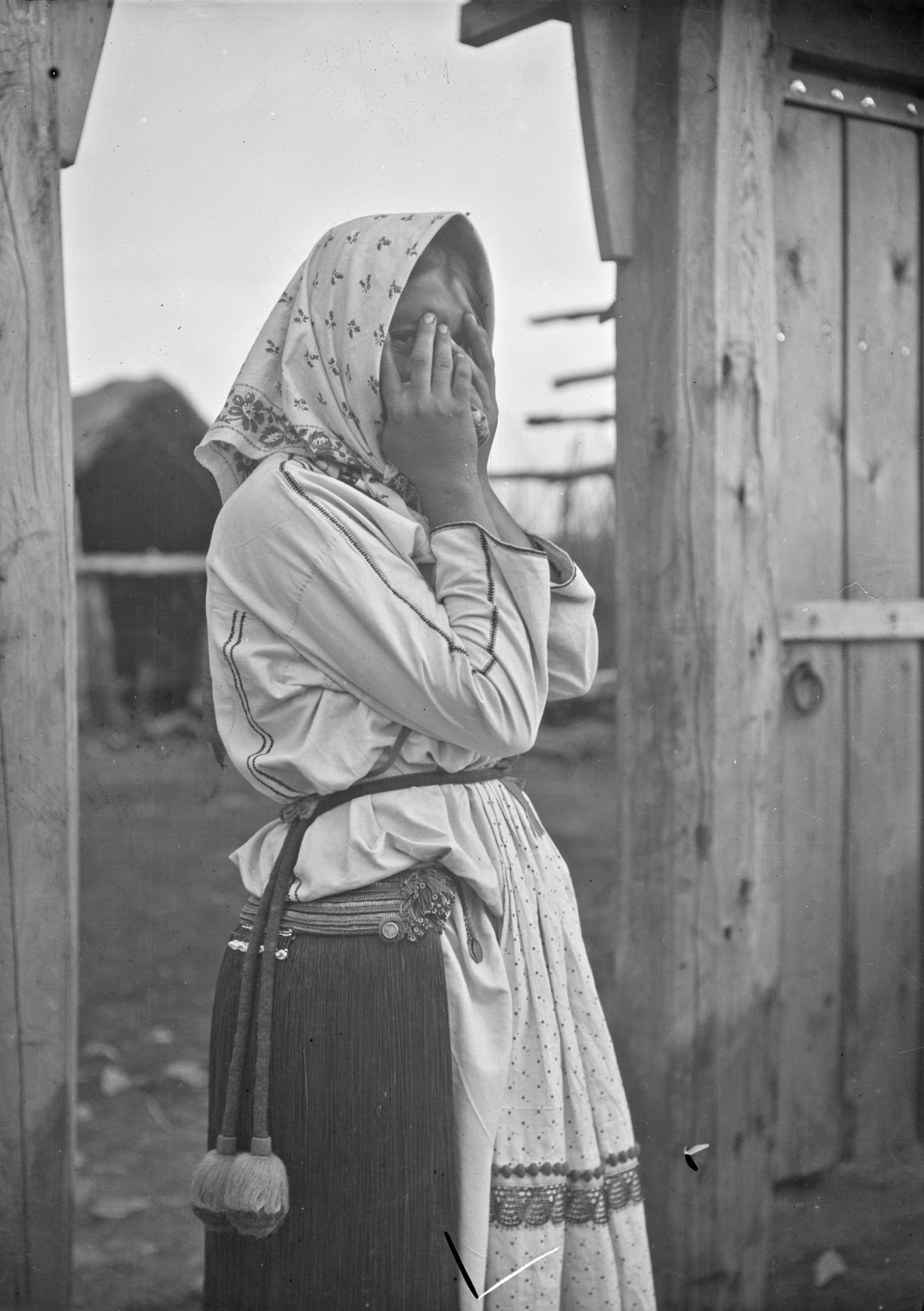
Эрзянская девушка Лукоша (Lukos’a) застенчивая и боится фотографии. Место: Вечканово, Бугурусланский район, Самарская область (ныне Старое Вечканово, Исаклинский район, Самарская область), Россия. Дата съемки: 1914. Негатив, Автор: Вяйсянен А. О., Этно-экспедицичное исследование и поездка в Вяйсянен в 1914 году. Объекты сбора поездки записываются под номером SU4926: 1-112.

Говоря о народном костюме, этнографы обращаются к костюму крестьянской среды. Он сложился в древности, тогда же был наделён знаковыми чертами. Вся жизнь любого эрзянского крестьянина или крестьянки, от момента рождения и до смерти, была связана с различными обрядами и ритуалами, и костюм играл в них огромную роль.
Особенно она была велика в праздничных обрядах. Национальный костюм эрзи формировался в центральной полосе европейской части России. Комплекс одежды включал нательную и верхнюю легкую одежду, набор теплой межсезонной и зимней одежды. Составной частью в костюм входили разнообразные детали и украшения.
Сравнивая одежду эрзи и мокши с русской, татарской, чувашской, марийской и других, живущих по соседству народов, в ней можно найти много сходных элементов. Так, наличие общих истоков одежды финно-угорских народов, на близость их культур указывает ряд деталей национального костюма, приёмы его оформления. К ним принадлежит туникообразная рубаха, не имеющая плечевых швов. Рассматривая рубахи, элемент женского костюма народов Поволжья, современные этнографы отмечают, что «более древний для Поволжья тип сохранился в чистом виде лишь у мордвы-эрзи. Остатки его видны в расположении вышивки всех мордовских рубашек, как эрзянских, так и мокшанских».
Архаичным характерным атрибутом костюма мещерских и эрзянских женщин считался набедренник пулагай — своеобразный пояс стыдливости. Впервые пулагай надевали девушки в день совершеннолетия и носили его постоянно до глубокой старости, Набедренники женщин фертильного возраста были особенно нарядными.
Их декорировали вышивкой, позументом, медными пайетками, бисером, бусинами, раковинами каури, монетами, жетонами. Наряду с другими украшениями, пулагай выполнял не только функцию оберега, но и являлся маркером особого возрастного периода женщины.

### Головные уборы
Вместе с одеждой эрзянские женщины носили головные уборы — прявельтявкс (дословно: «то что покрывает голову»), которые они меняли при замужестве. По головному убору было видно, богата ли женщина.
Девушки оставляли одну косу, которую опускали по спине. Волосы замужних женщин были сплетены в две косы и спрятаны под головной убор. Как пишут более ранние авторы, эрзянские женщины — в первую очередь, девушки — делали на голове несколько косичек. У невест, как пишет Майнов, было двадцать пять косичек, на концы которых привязывались шерстяные нитки со всевозможными украшениями.

#### Панго
Эрзянские женщины собирали волосы на лобную часть в одну косу, на которую надевали похожую на рог панго (Клебанд 1986:45). Косички, свернутые до основания уха, назывались сюрот («колоски»), вместе взятые косички — прясюро.
Эрзянки носили на голове панго (дословно в переводе с эрзянского гриб). Панго делались по-разному: были панго, похожие на сюро — с острым, свернутым сверху концом; по типу (схожими) на лопату, верхний конец которой более узкий. Высота панго была достаточная, сзади был узкий хвост с вышивкой, украшенный блестками. (Клебанд 1986:45).

#### Сорока

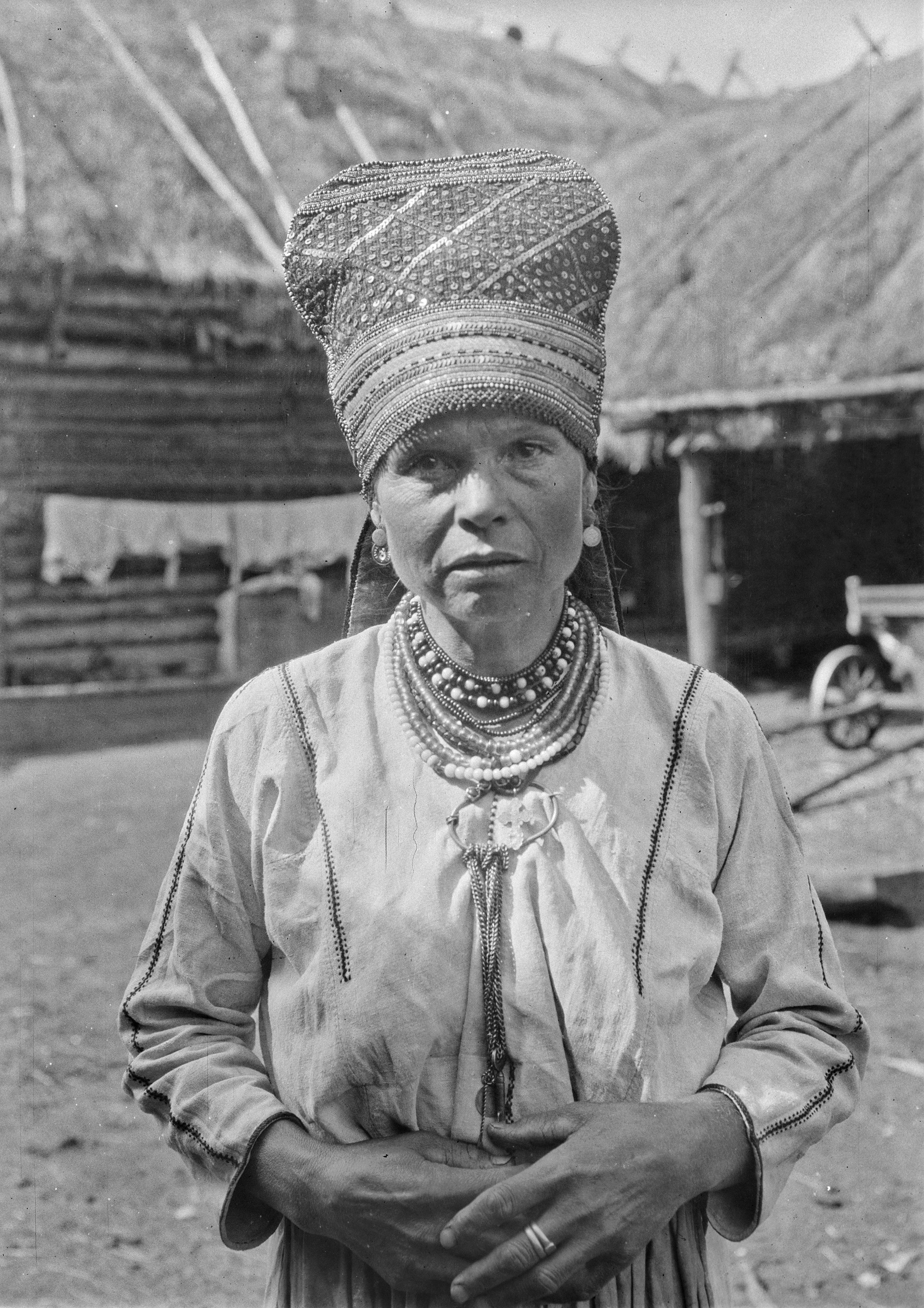
Эрзянская женщина в «сороке» («sorokkaa»). Место: Шентала, Бугульминский район (ныне Шентала, Шенталинский район Самарская область), Россия. Дата съемки: 1914. Негатив, Автор: Вяйсянен А. О.

Также у эрзянок были и другие головные уборы — сорока, — сплюснутый убор с широким хвостом, который отпускался по затылку. Сороки сделаны были по разному — некоторые более с низкой посадкой, сплющенные, некоторые с середины более выдернутые к верху. Как надголовная, так и хвостовая (задняя) части вышивались красными шерстяными нитками, сверху были забиты монетами, блестками, украшенными медными цепочками, серебром, бусами. (Маннинен 1929:134). Изготовление сорок было очень сложным, их делали хорошие портнихи.
Эрзянки, живущие на Волге, сначала надевали сороку при замужестве, потом сорока надевалась на голову каждый день. (Клебанд 1986: 46).

#### Другие головные уборы
Кроме этого, эрзянские женщины носили выкроенный из ситца чехлик. Потом чехлик стали носить под платком. Головной убор наподобие чехлика — олосник — женщины надевали под сороку. В тех местах, где бабушки носили сороку и панго, девушки и невесты надевали на голову златной головной убор, похожий на сороку (Белицер 1973: 162).
У эрзянских женщин были разнообразные платки: суконные, шерстяные, губовые, а также шали. Молодые девушки носили прясуре (дословно — «головная нитка»).
Особыми чертами отличается одежда каратаев Камско-Устьинского района Татарстана.

#### Галерея

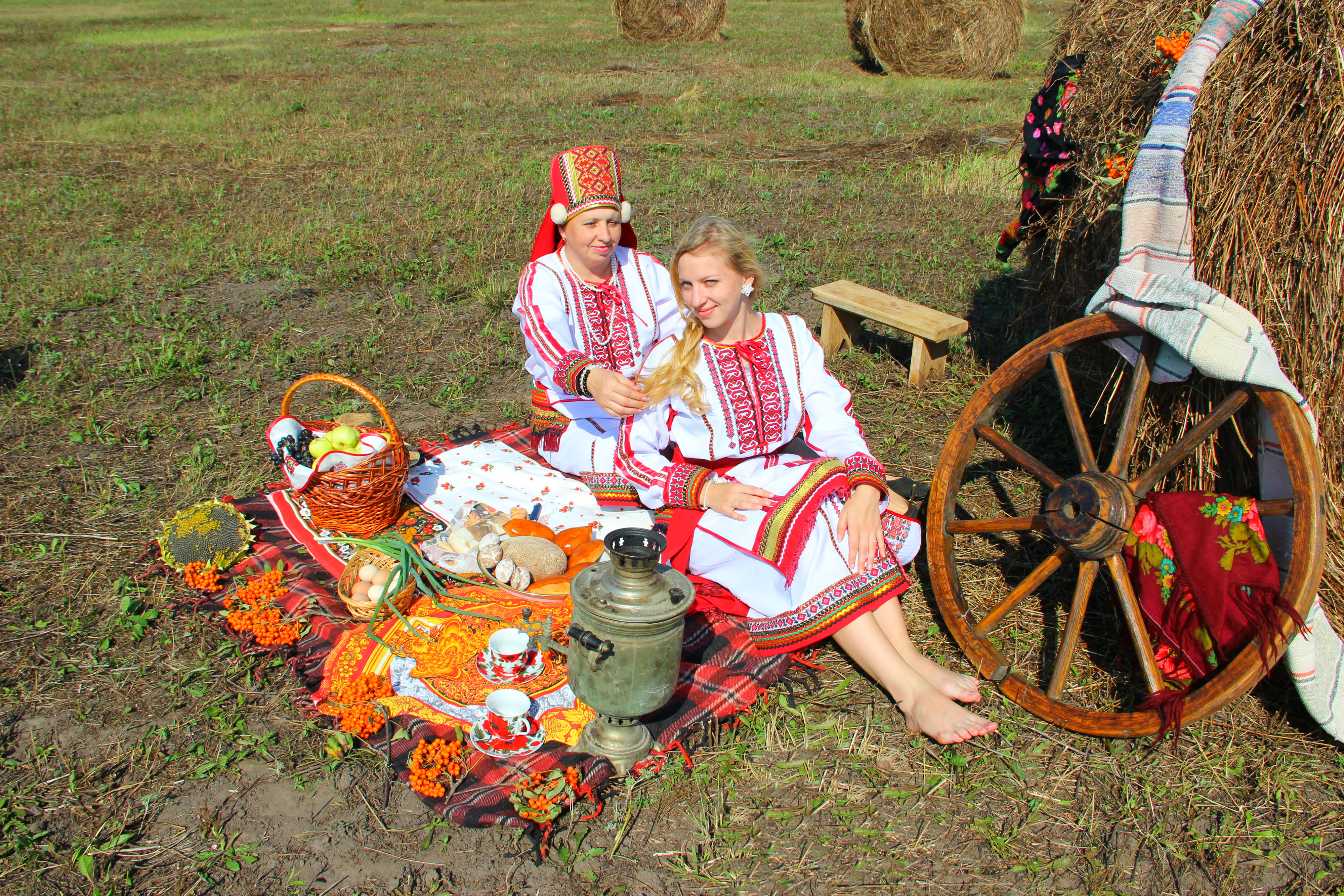
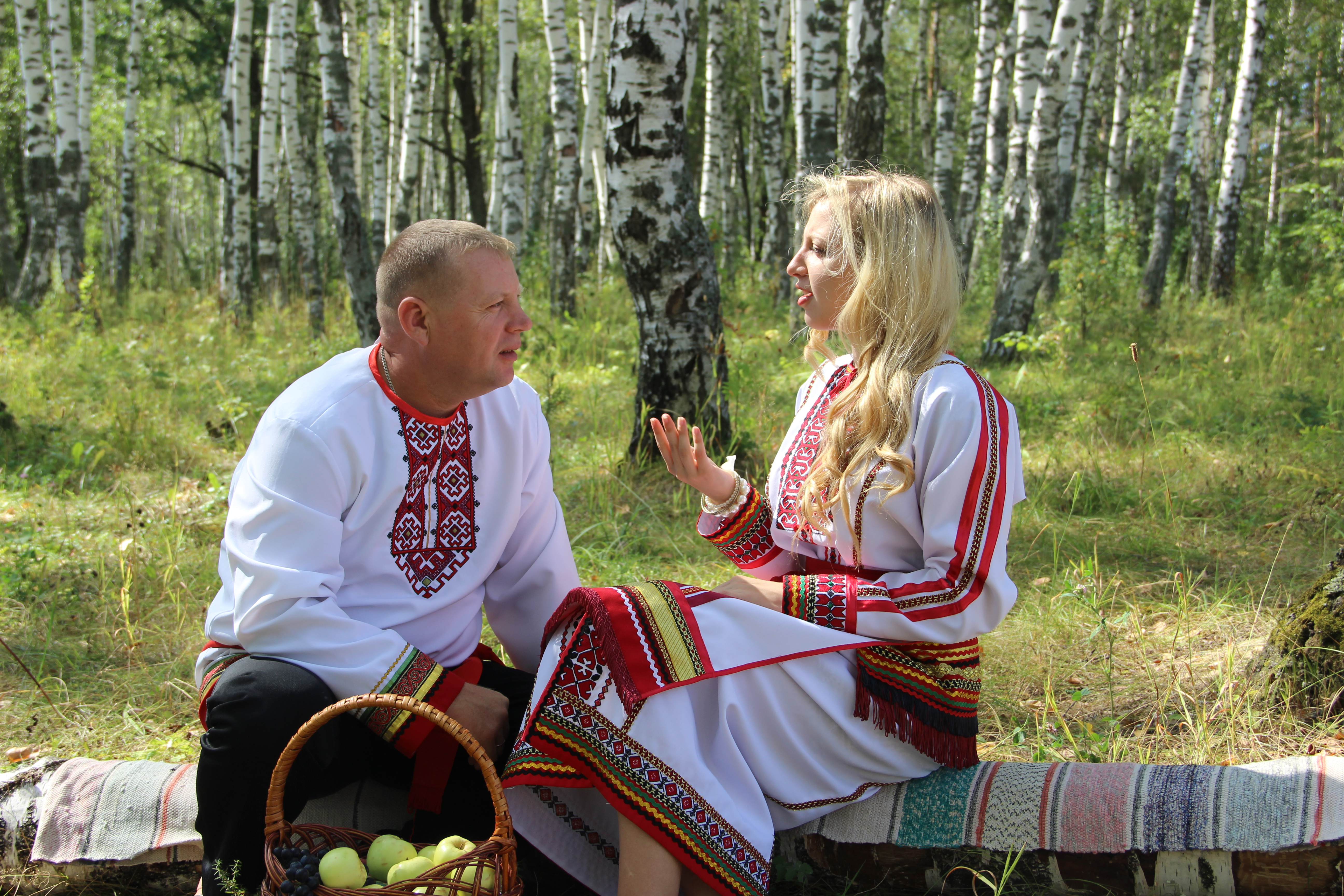
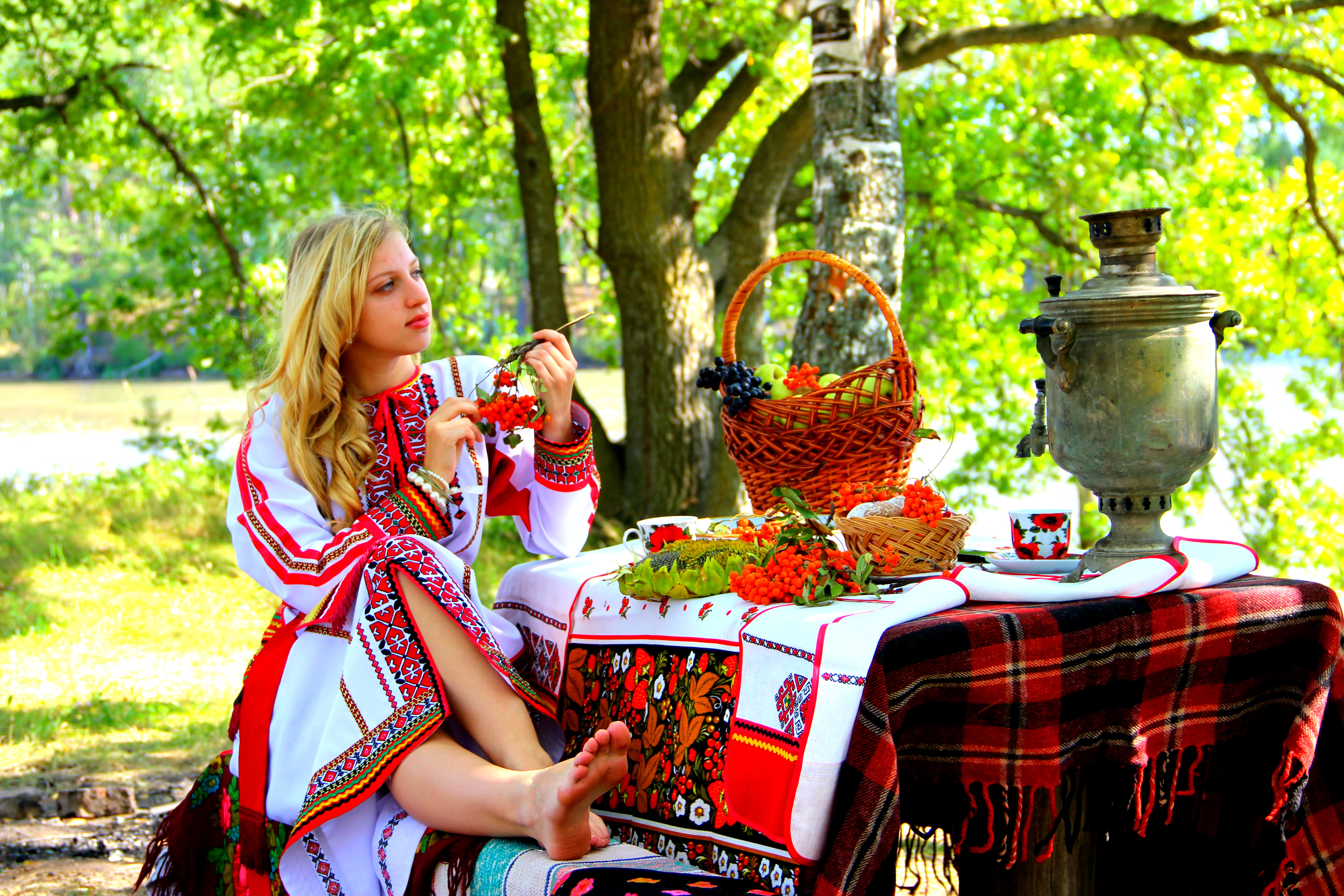
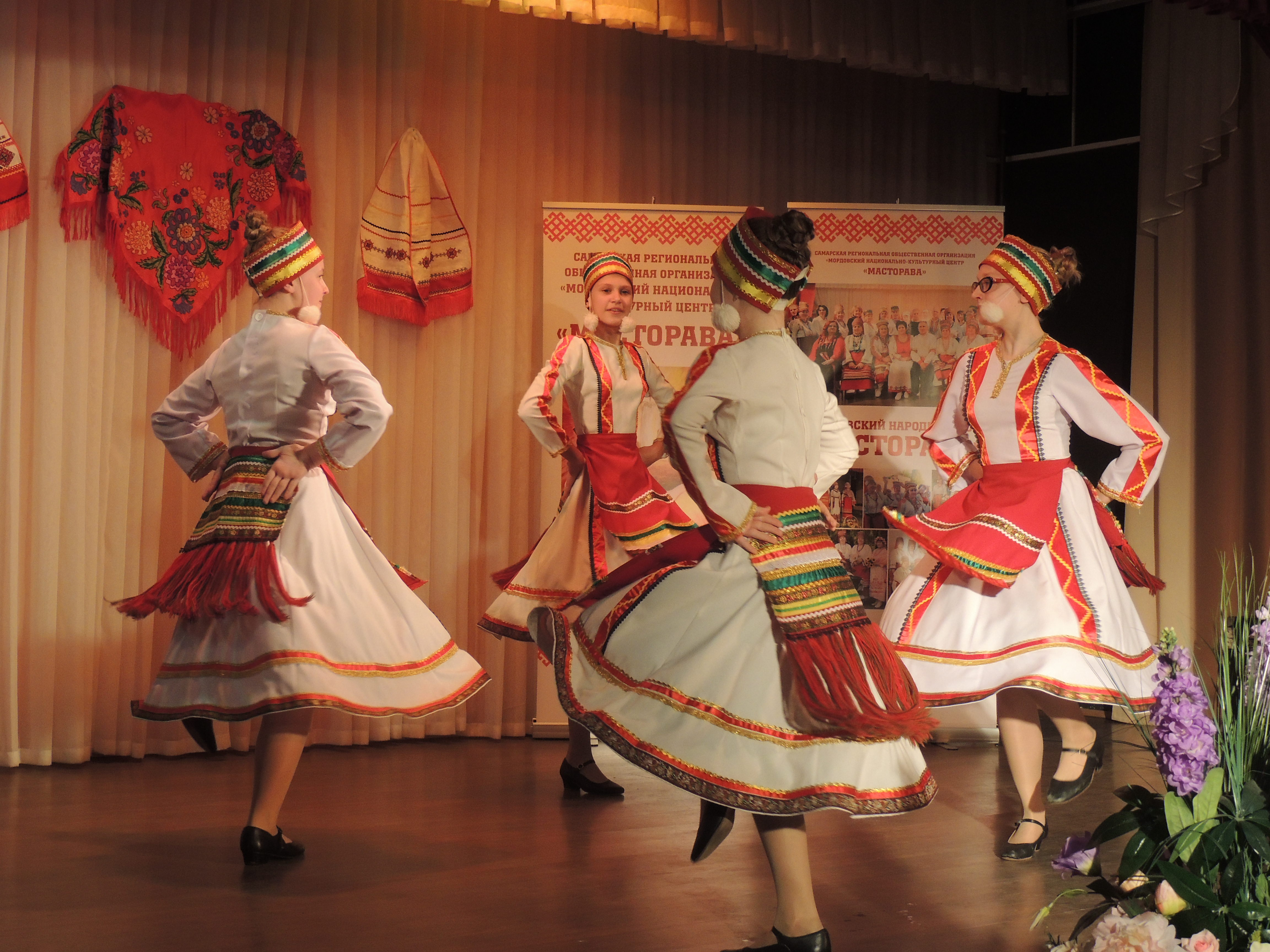
Хореографический ансамбль «Карусель», фестиваль «Масторавань тундо», Самара, 2017
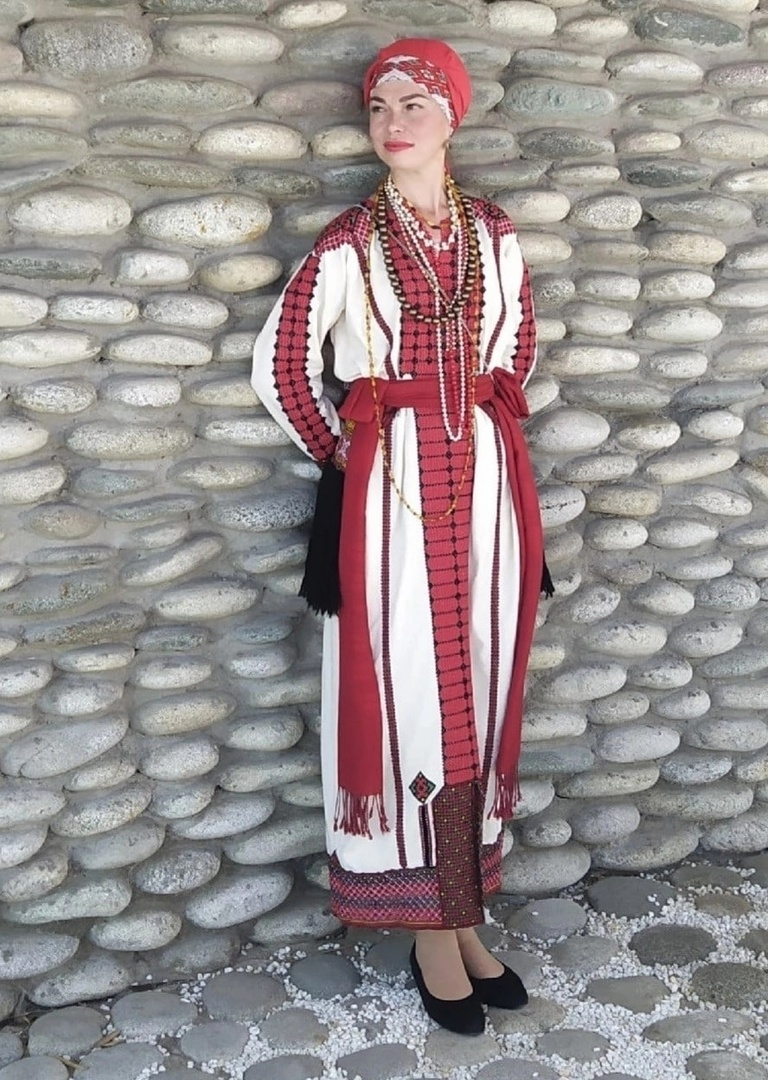
Гран-при конкурса эрзянского национального костюма «Руця-2022» (Татьяна Швецова)
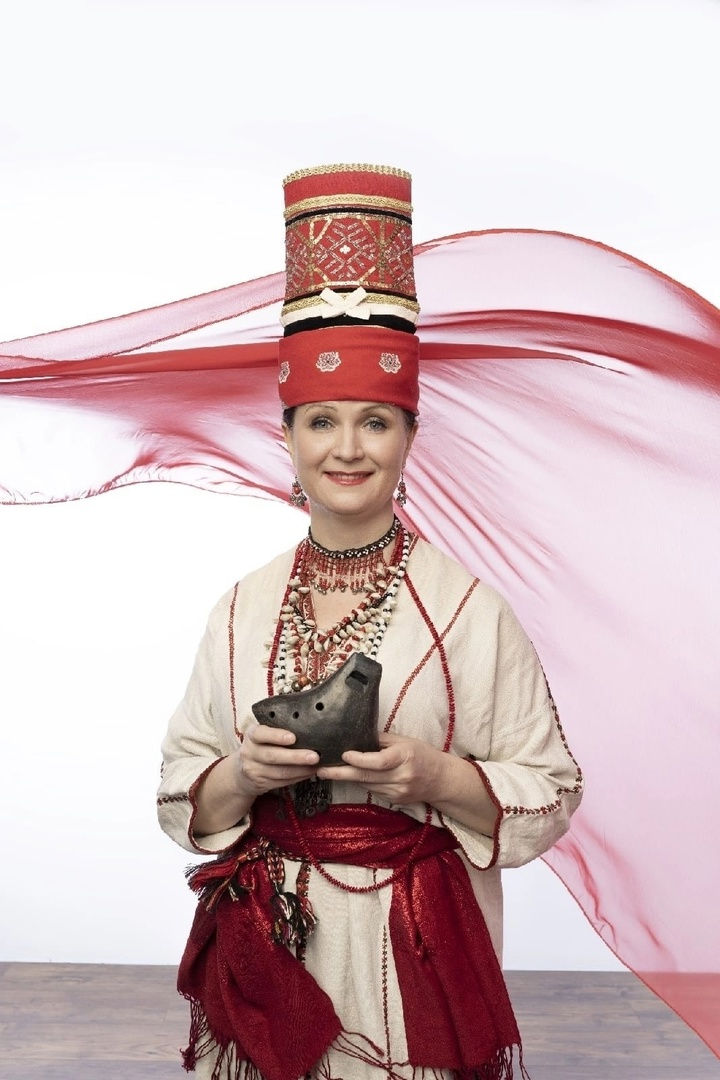
Поощрительный приз конкурса «Руця-2022» (Лариса Зыбкина)
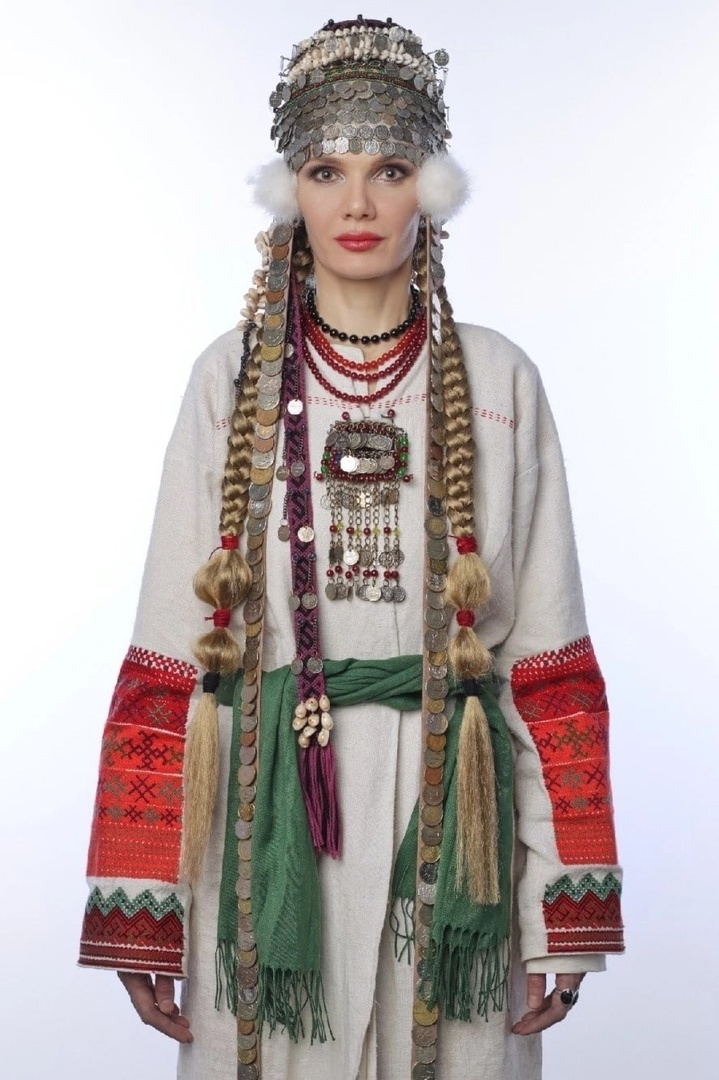
Реконструкция терюханского костюма, поощрительный приз конкурса «Руця-2022» (Ежевика Спиркина)
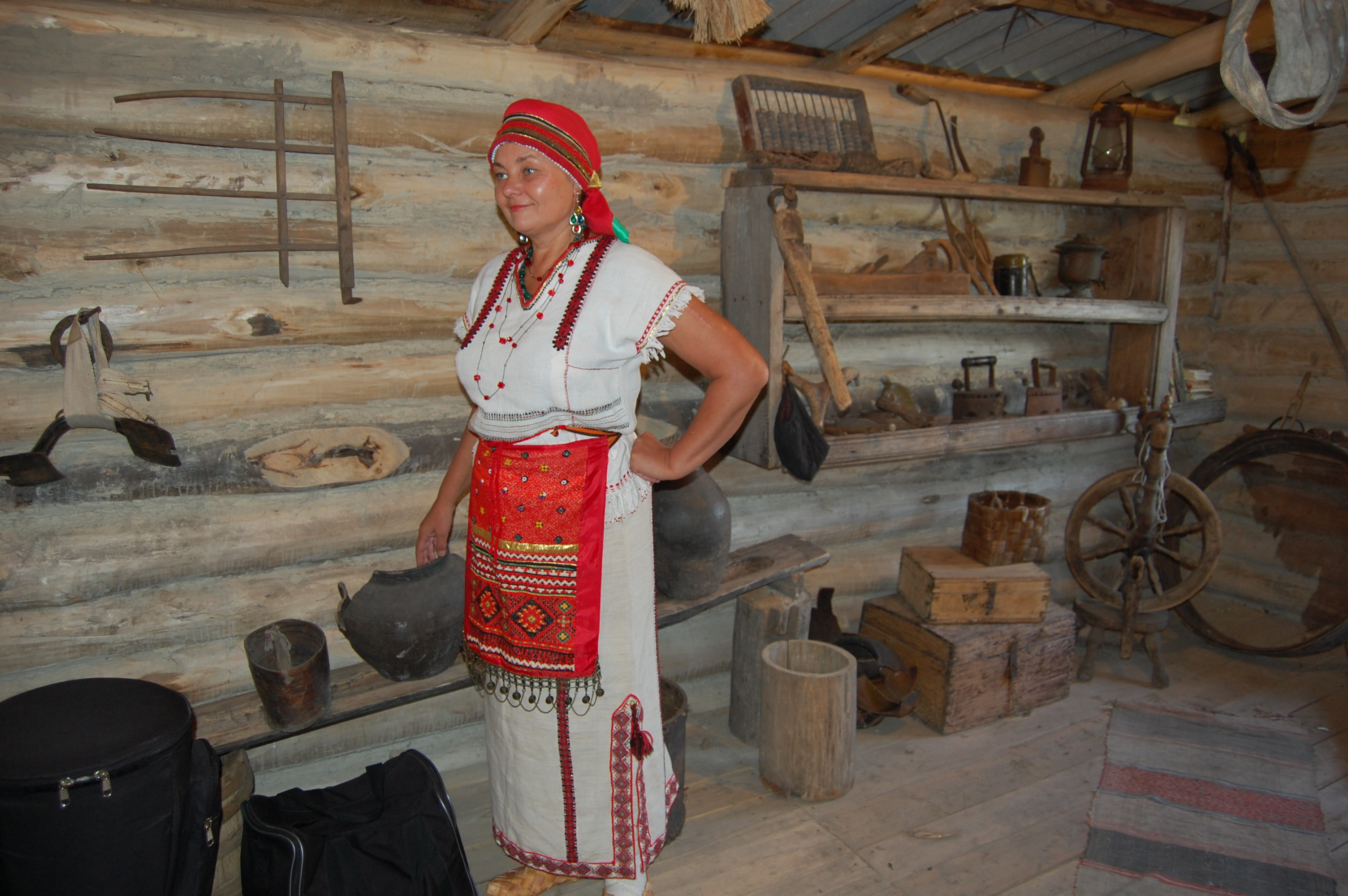
Дом-музей «Этно-кудо» имени В. И. Ромашкина
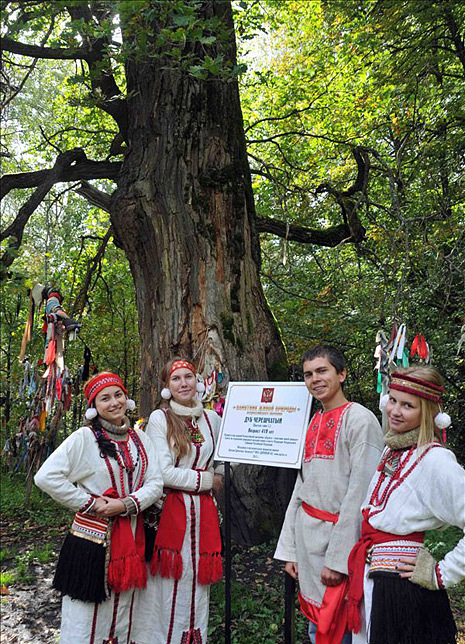
Подростки в эрзянских национальных костюмах возле «священного» 400-летнего дуба в Симкинском лесничестве Большеберезниковского района Мордовии
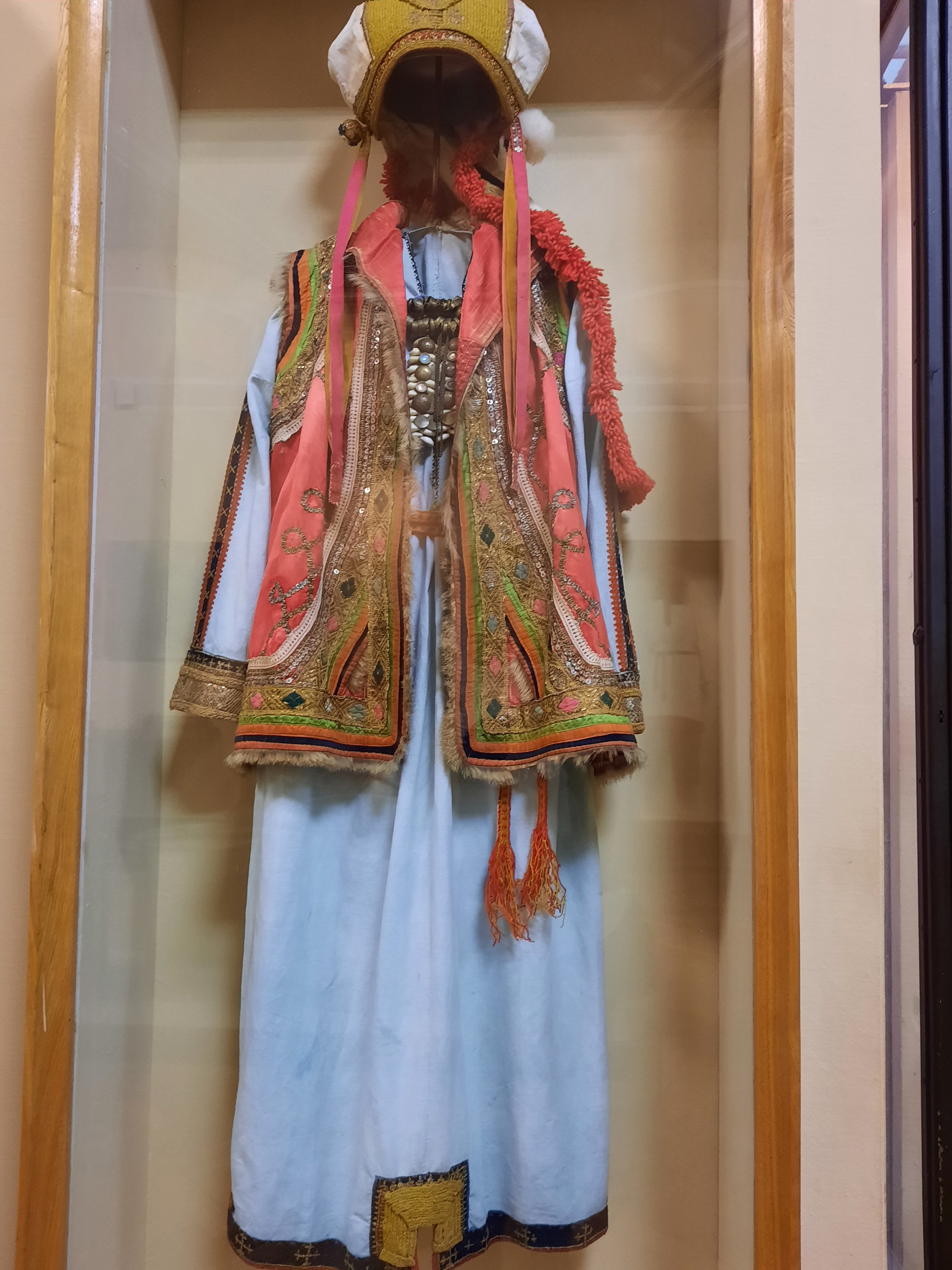
Шокшанский костюм, начало XX в.
- Пулаи, набедренные и нагрудные украшения. XIX — начало XX вв.

## Печатные издания на эрзянском языке
На территории Республики Мордовия выходят несколько изданий под патронатом правительства республики Мордовия — республиканская газета «Эрзянь правда» («Эрзянская правда»), выходит с 1921 года (первоначальное название — «Якстере теште» («Красная звезда»)); литературно-художественный и общественно-политический журнал «Сятко» («Искра», с 1928 года) и ежемесячный иллюстрированный журнал для эрзянских детей и юношества «Чилисема» («Восход», издаётся с 1931 года). Кроме того, с 1994 года дважды в месяц выходит независимая эрзянская газета «Эрзянь Мастор» («Эрзянская Земля»).
В Ульяновской области выпускают ежемесячную газету «Ялгат» («Друзья»).

## Музыкальное творчество на эрзянском языке
Наиболее известной группой в финно-угорском мире, исполняющей песни на эрзянском языке, является фолк-группа Торама.
В 2005 году была создана арт-фолк группа Морденс, популярная в молодёжной среде. В 2010 году в Саранске появляется группа Мерема. В 2011 году в Москве дебютировала музыкальная группа Ойме.
Современные песни на эрзянском языке исполняют Бакич Видяй, Ежевика Спиркина, Анна Панишева, Андрей Бочканов, Евгений Самаркин, Виктор Рауткин, Лияна Бакайкина и др.

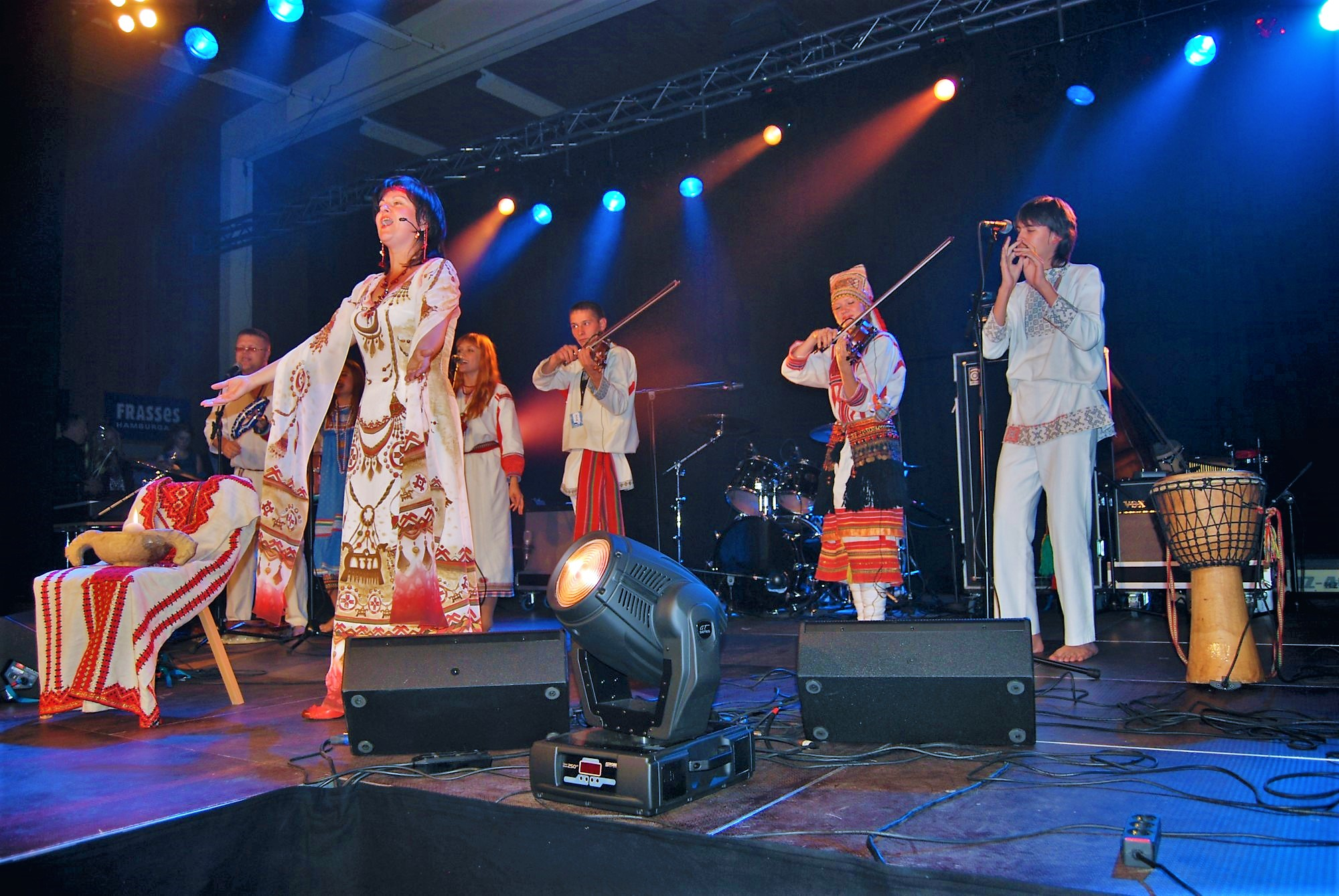
Фолк-арт группа «Морденс», состав 2007 г. На переднем плане солистка Елена Алышева
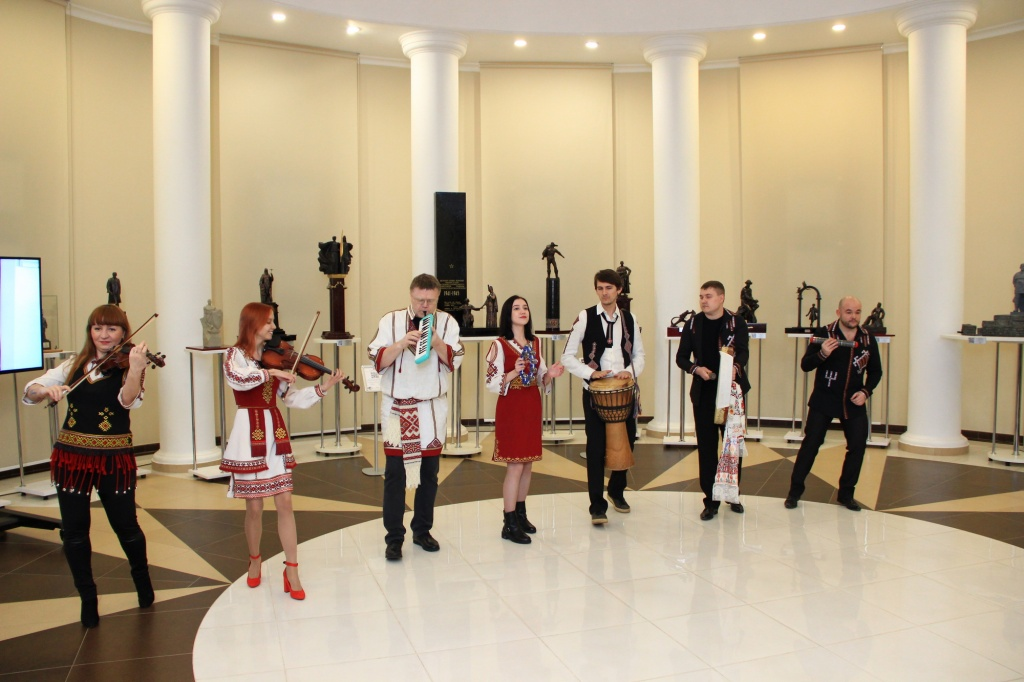
«Морденс», состав 2020 г.
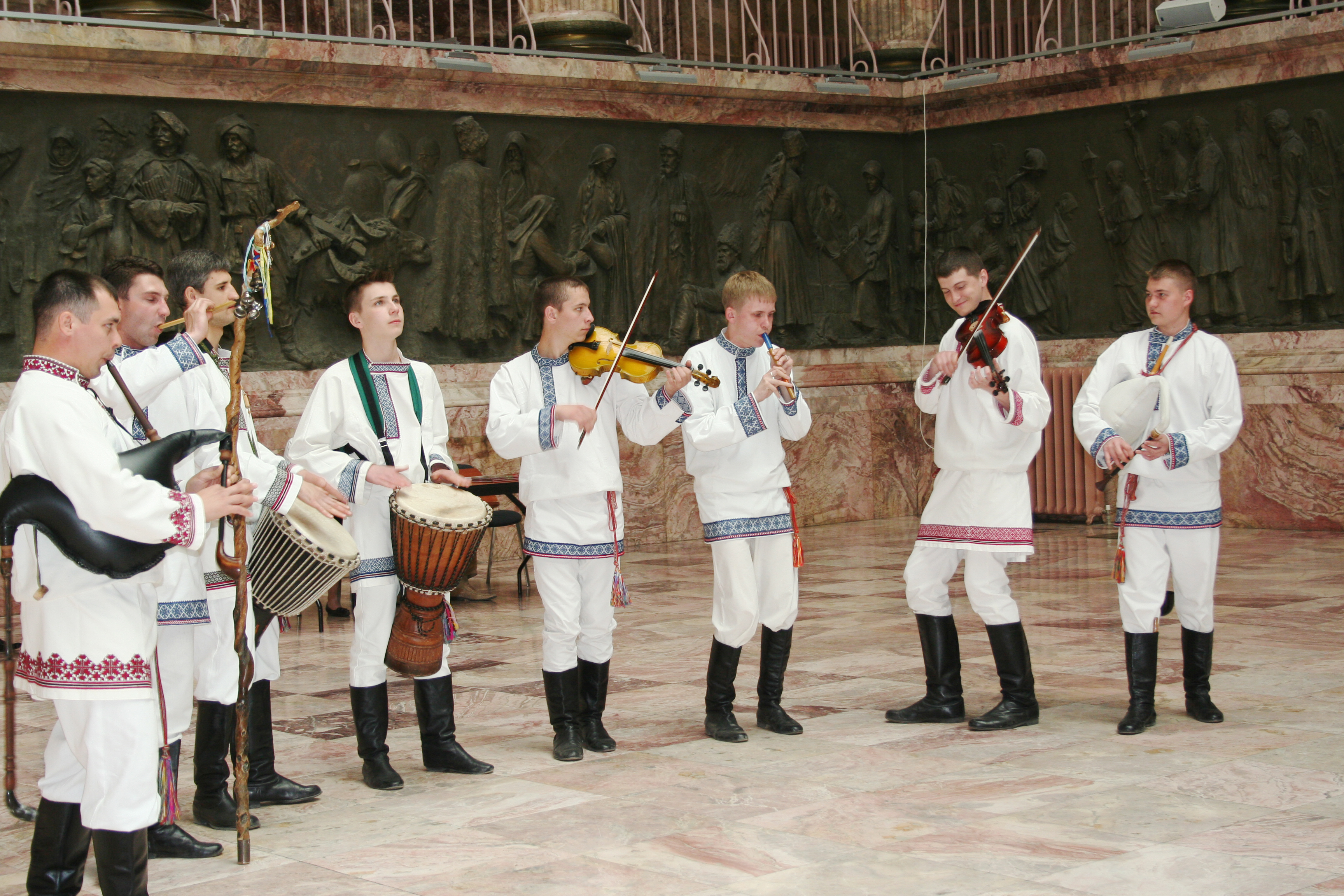
Фольклорная группа «Торама» в Этнографическом Музее в 2009 году (Санкт-Петербург)
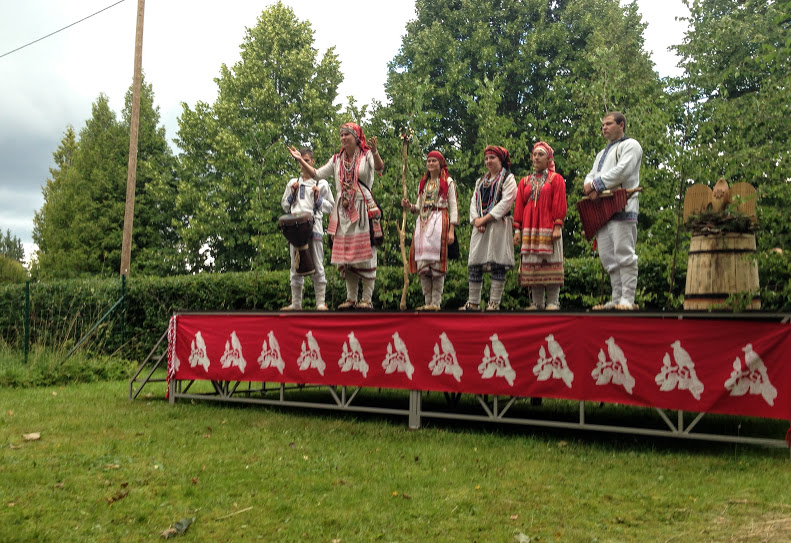
Группа Мерема на Seto Kuningriigipäevad, Обинитца, 1.08. 2015 год
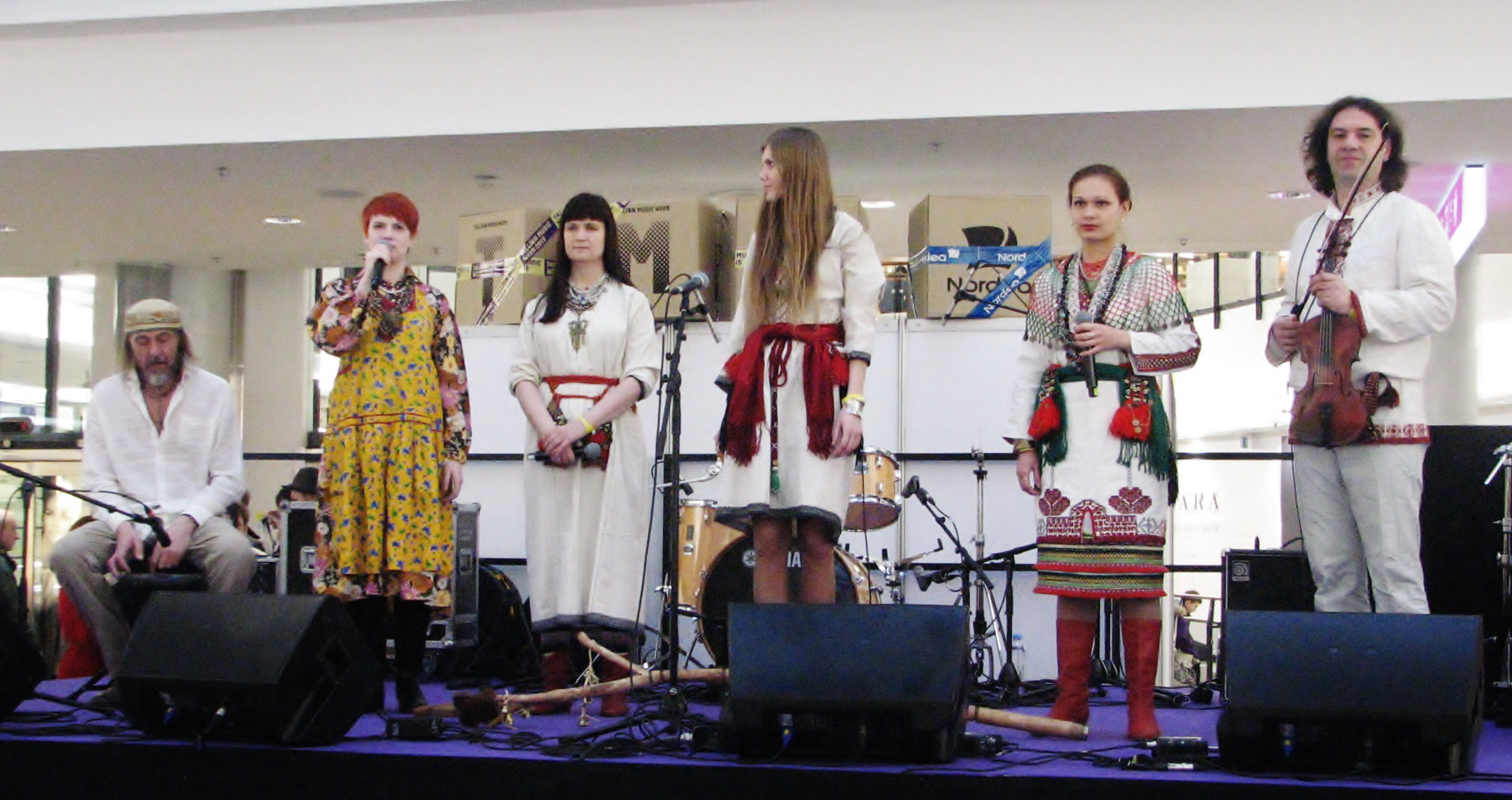
Группа Ойме на Tallinn Music Week, 2015 год
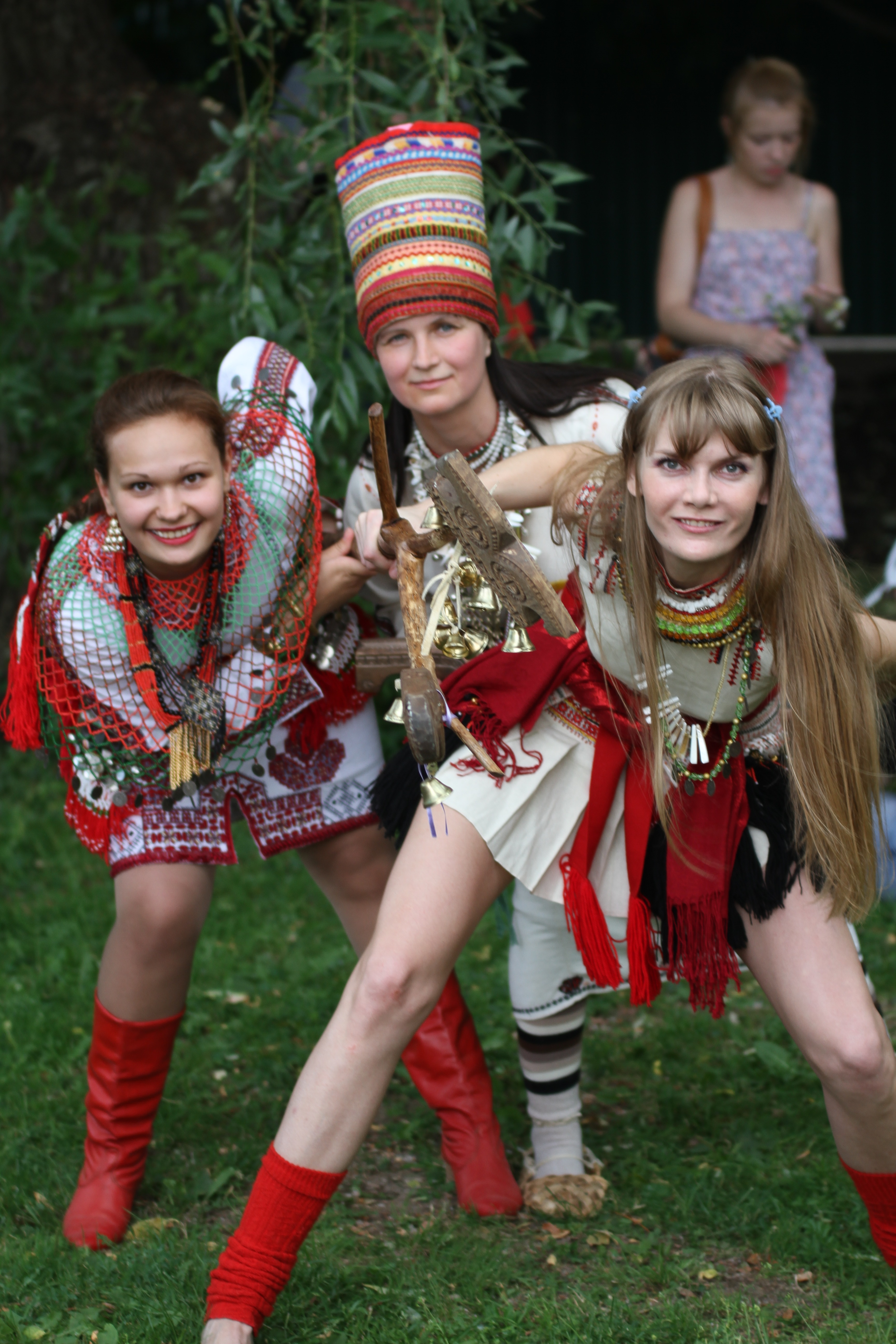
Вокалистки группы «Ойме» (Ксения Кудинова, Лариса Зыбкина, Ежевика Спиркина)
- Клип «Песня Тюшти» группы Ойме по мотивам эрзянского фольклора
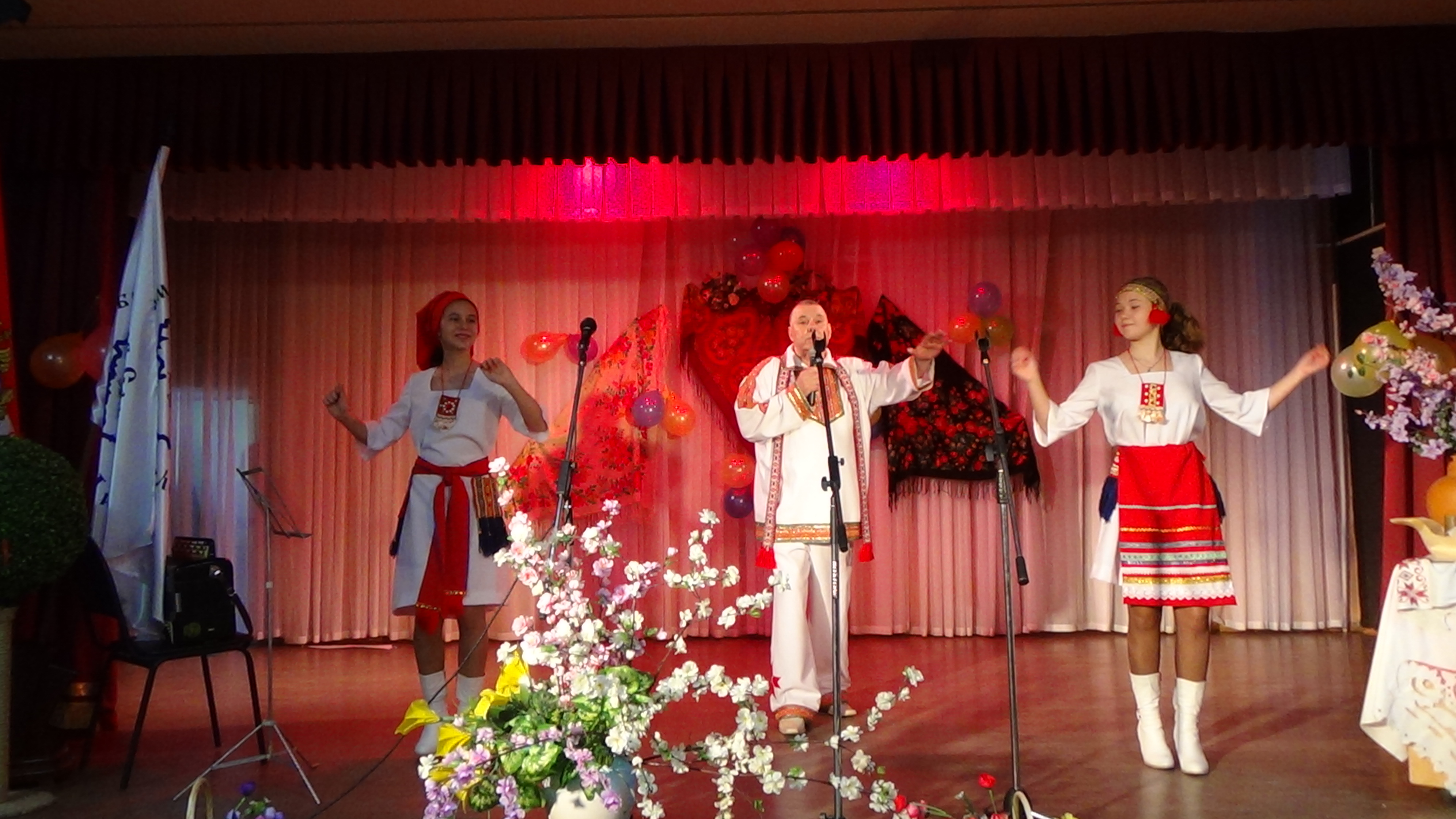
Виктор Рауткин, выступление на празднике «Тундонь вастома» («Встреча весны»), Самара, 2017
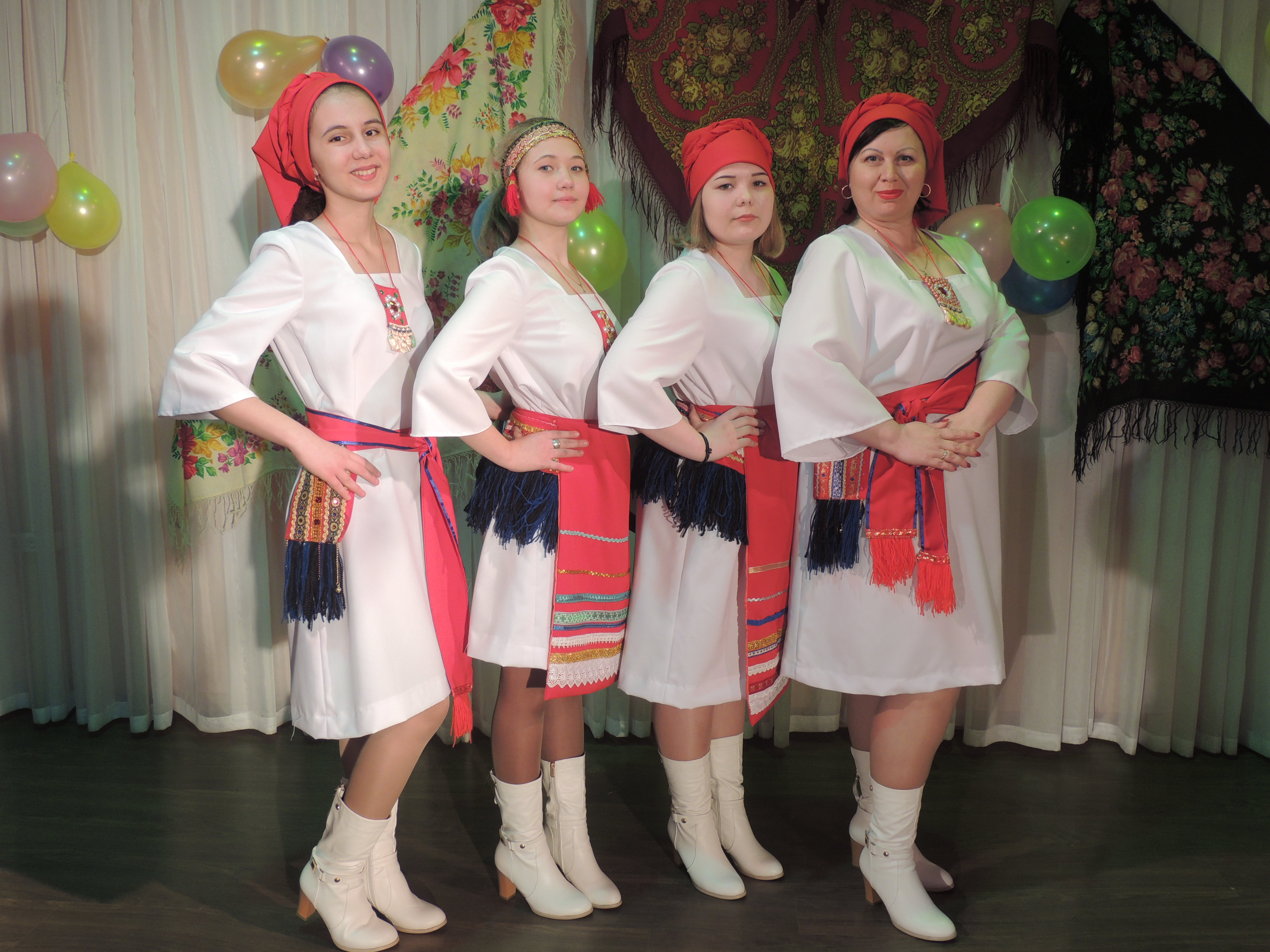
Ансамбль «Вияна» на празднике «Тундонь вастома» («Встреча весны»), Самара, 2017
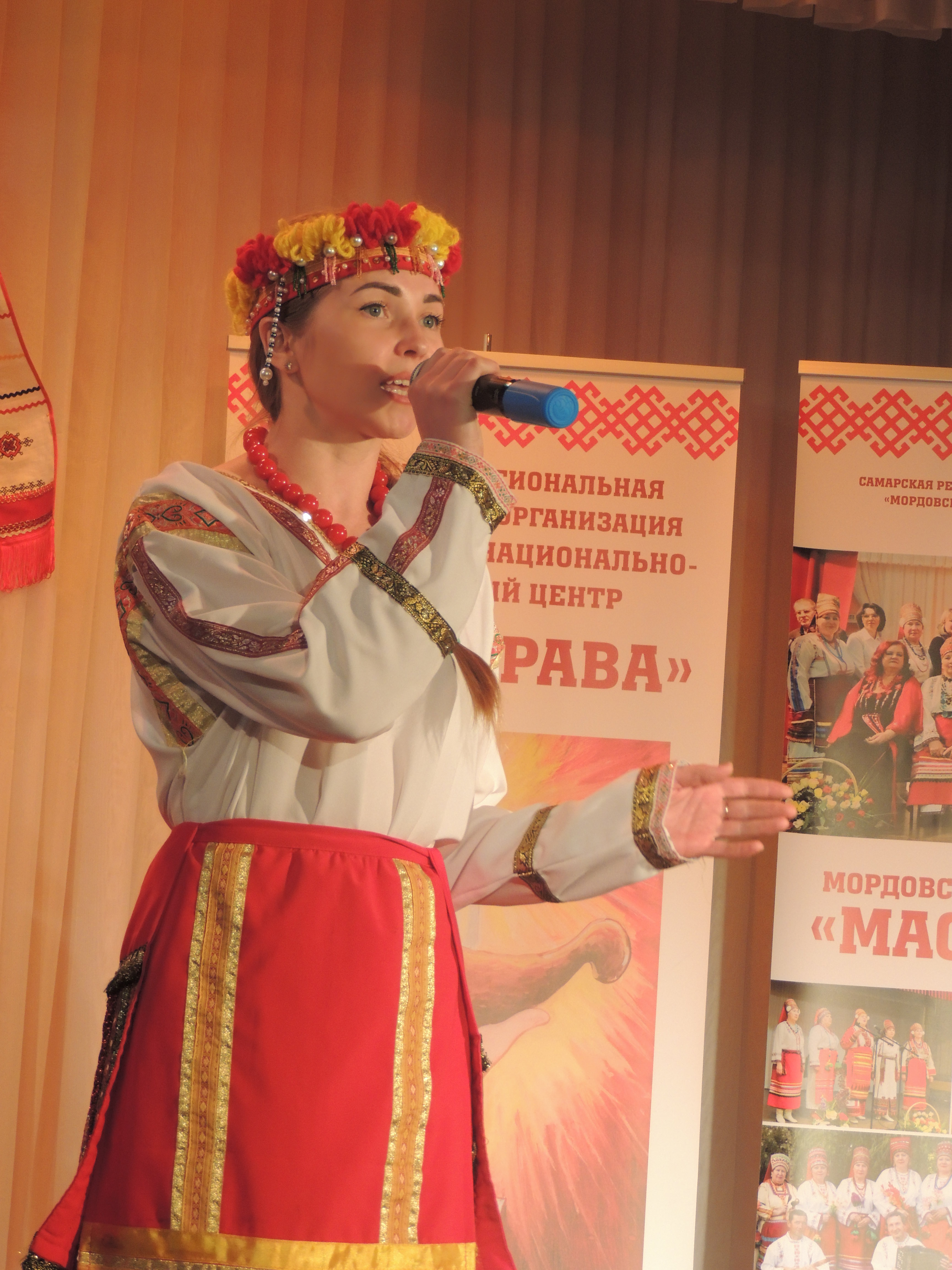
Солистка народного фольклорного ансамбля «Пейделька», фестиваль «Масторавань тундо», Самара, 2017
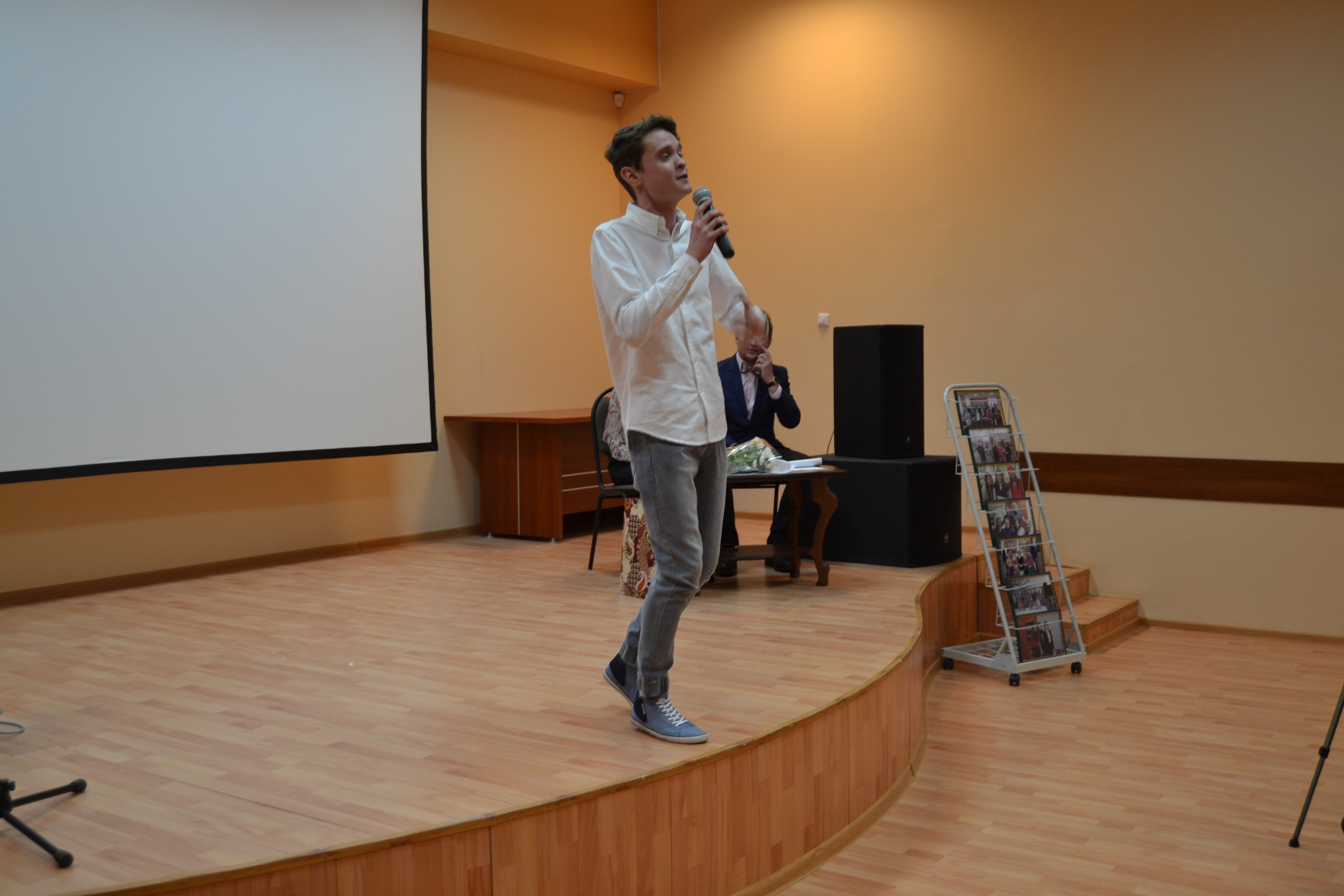
Андрей Бочканов, эрзянский поп-певец и автор песен

## Кинематограф на эрзянском языке
На данный момент единственный полнометражный художественный фильм на эрзянском языке — историческая драма «Азор», премьера которой состоялась в 2018 году.

## Символика

Флаг эрзян

Флаг эрзянского народа (эрз. «эрзянь раськенькоцт») обозначает принадлежность его носителя или события, при котором он используется, к этнокультуре эрзян, а также означает их важность для сохранения и развития всего народа в целом, его языка и культуры. Символ неофициального выделения из мордвы, как отдельный народ, и несогласия с объединяющим с народом мокша наименованием мордва. Использование на эрзянском флаге трех цветов и горизонтальное их расположение свидетельствует о том, что флаг эрзянского народа выполнен в европейских геральдических традициях. Флаг имеет три основных цвета, заимствованные из национальных мужских и женских костюмов этого народа. Сверху вниз: белый (свобода), красный (жизнь), чёрный (земля). Смысловой ряд следующий: «Свобода-Жизнь-Земля».